# Teresa Murak
Teresa Murak (ur. 5 lipca 1949 w Kiełczewicach) – polska rzeźbiarka, autorka instalacji, performerka.

## Twórczość

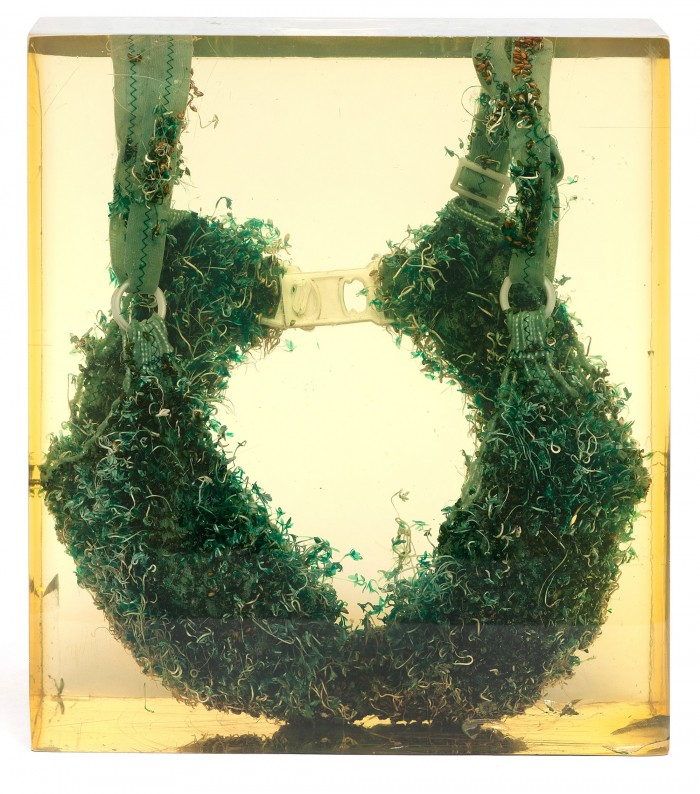
Popiersie (1975-1976)

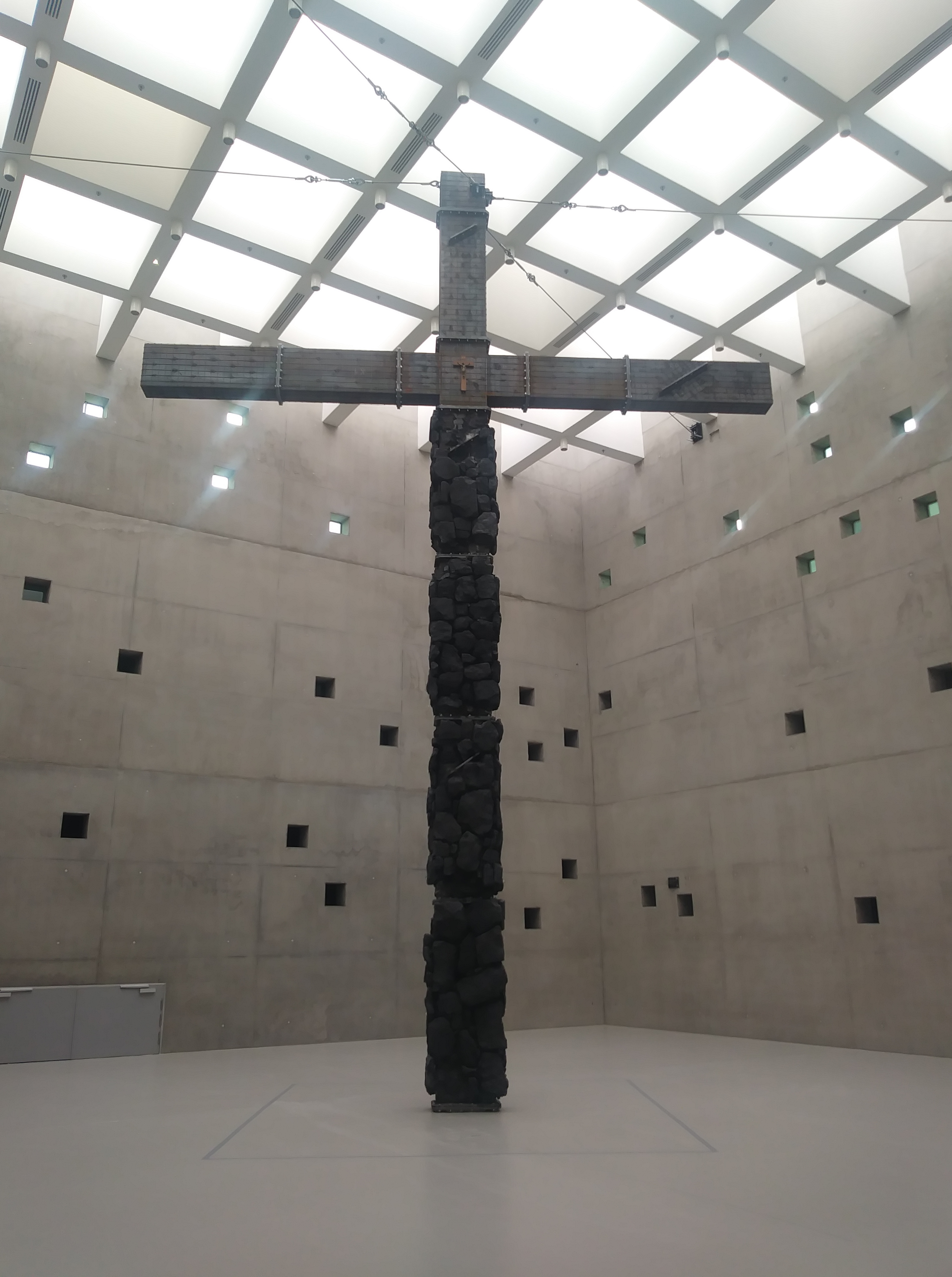
Jestem (2019)

Uważana za jedną z najważniejszych polskich artystek konceptualnych oraz za prekursorkę sztuki ziemi w Polsce. Zaliczana również do artystek feministycznych (nie do końca zgodnie z intencją) ze względu na esencjalne znaczenia swoich prac. Choć podejmuje kwestie płci w swoich pracach, nie utożsamia się z ruchem kobiecym. Najbardziej charakterystycznym dla niej tworzywem jest rzeżucha. W latach 70. wykonywała także monumentalne organiczne rzeźby w pejzażu oraz mniejsze formy z użyciem mułu rzecznego i rozczynu żytniego. Poprzez wprowadzenie do prac elementu procesu wzrostu roślin, artystka nadała swoim pracom wymiar performatywny.  
Ważnym elementem instalacji i performance artystki jest tematyka ekologiczna – przyroda, łączność człowieka i natury, rośliny i ich związki z ludźmi. W 1974 r. jej pierwszy performance – spacer po Warszawie w sukni porośniętej rzeżuchą – wywołał sensację. Jak wspomina artystka, tylko przypadkowe spotkanie z Tadeuszem Nalepą podczas tej niekonwencjonalnej „wycieczki” po mieście uchroniło ją od poczucia kompletnego wyobcowania. Żaden z przechodniów nie utożsamiał się z jej pracą. W latach 70. XX wieku swoje prace wystawiała w Galerii Repassage. 
Artystka współpracuje z grupami młodzieży w ramach niektórych zorientowanych ekologicznie Zasiewów i innych projektów. Zasiewy miały m.in. miejsce na pasie zieleni nieopodal warszawskiej Biblioteki Narodowej – artystka wysiewała zboże w okolicach przystanku tramwajowego, wykonując swój bezinteresowny gest w zasadzie bez publiczności. Teresa Murak jest osobą wierzącą i transcendencja ma olbrzymie znaczenie w wielu jej pracach. Do swojej twórczości włącza również elementy taoizmu i innych wyznań, z zapałem kolekcjonuje zioła. 
W 2010 była wśród założycieli Stowarzyszenia Polska Jest Najważniejsza, w skład którego weszli niektórzy członkowie warszawskiego komitetu poparcia Jarosława Kaczyńskiego w wyborach prezydenckich.

## Nagrody i wyróżnienia
W 2005 roku otrzymała Nagrodę im. Katarzyny Kobro. W 2015 została odznaczona Srebrnym Medalem „Zasłużony Kulturze Gloria Artis”. W 2025 otrzymała Złoty Krzyż Zasługi.